# Sisyra dalii
Sisyra dalii is een insect uit de familie sponsvliegen (Sisyridae), die tot de orde netvleugeligen (Neuroptera) behoort. 
Sisyra dalii is voor het eerst wetenschappelijk beschreven door McLachlan in 1866.